# Joseph Augé
Pour les articles homonymes, voir Augé.

a Compétitions nationales et continentales officielles uniquement.

b Matchs officiels uniquement.
Joseph Augé, né le 19 mars 1904 à Dax et mort le 10 juin 1984 dans la même ville, est un joueur international français de rugby à XV évoluant aux postes de troisième ligne centre, troisième ligne aile et de deuxième ligne. Il se reconvertit ensuite en tant qu'entraîneur.

## Biographie
Joseph Augé naît le 19 mars 1904 à Dax. Très jeune, il intègre l'équipe réserve de l'Union sportive dacquoise au poste de troisième ligne.
Il rejoint vers l'âge de 19 ans l'équipe première, auprès des avants Abel Guichemerre et Hector Fargues ; il est alors déplacé vers la deuxième ligne étant donné la présence de ces deux derniers à son poste usuel.
En 1924, il effectue son service militaire en Allemagne, à Germersheim. À son retour, il réintègre l'US Dax où il devient l'un des cadres de son équipe, notamment grâce à sa polyvalence entre la deuxième et la troisième ligne. Il est régulièrement associé à Albert Bonjour, autre troisième ligne, leur alignement étant cité comme l'un des points performants des avants dacquois à cette époque,,,,.
En parallèle de sa carrière sportive, il exerce au civil le métier de mécanicien.
Le 8 avril 1926, il est appelé à disputer un match de sélection avec l'équipe de France « B », affrontant l'Espagne à Bordeaux. Il est par la suite rappelé pour d'autres matchs de sélection, notamment le 12 janvier 1928 avec la sélection française du Sud-Ouest contre la sélection australienne des Waratahs, toujours à Bordeaux.
Durant la saison 1928-1929, il joue un match de sélection avec l'équipe de France « B » contre la « A », le 16 décembre à Toulon. Sa prestation lui permet d'être appelé comme remplaçant lors du match de l'équipe de France, lors du Tournoi des Cinq Nations 1929, contre l'Irlande à Colombes. Quelques semaines plus tard, il est rappelé dans le groupe français pour le déplacement en Écosse. Tout d'abord envisagé comme remplaçant, il est finalement titularisé, devant son coéquipier dacquois Charles Lacazedieu. Joseph Augé connaît alors sa première cape internationale le 19 janvier 1929 au Murrayfield Stadium d'Édimbourg, au poste de troisième ligne aile,. La semaine suivante, il est reconduit pour le déplacement au pays de Galles au stade national de Cardiff, cette fois au poste de troisième ligne centre, ce qui constituera sa deuxième et dernière cape internationale,.
Rappelé pour d'autres matchs de sélection par la suite, il ne peut plus postuler à porter le maillot de l'équipe de France lors de la saison 1931-1932 alors que l'Union sportive dacquoise entre en « dissidence » avec les instances de la Fédération française de rugby au profit de celles de l'Union française de rugby amateur. Il joue le championnat interrégional avec l'équipe du Sud-Ouest, remportant la compétition en s'imposant contre l'équipe du Sud en finale, à Toulouse. En fin de saison, il joue avec la sélection de l'URFA contre le Stade toulousain, vainqueur du Tournoi des quatorze.
La saison suivante, l'épisode de dissidence de l'UFRA est clos et le club dacquois réintègre le championnat de la FFR. À l'issue d'une rencontre rugueuse disputée à Hendaye entre l'US Dax et l'Aviron bayonnais, l'ensemble des avants dacquois ainsi que le capitaine Didier Castex sont suspendus à vie par la Fédération française de rugby. Cette décision fédérale est assimilée comme une sanction sévère de la part des instances en réponse à la dissidence du club landais vers l'Union française de rugby amateur,. Requalifié par la suite, Augé continue d'évoluer sous le maillot dacquois, en tant que l'une des figures de la période entre-deux-guerres du club.
Après sa retraite sportive, il reste impliqué auprès du rugby dacquois, entraînant les jeunes joueurs de son quartier des Trois Pigeons, dans des rencontres interquartiers et intergénérations. Il entraîne également l'équipe première, entre autres pendant la saison 1936-1937 auprès de son ancien coéquipier Albert Bonjour alors que les rouge et blanc évoluent en deuxième division,.
Augé meurt le 10 juin 1984 à Dax.